# Comuna Malîi Mîdsk, Kostopil
Malîi Mîdsk (în ucraineană Малий Мидськ) este o comună în raionul Kostopil, regiunea Rivne, Ucraina, formată din satele Ledne, Malîi Mîdsk (reședința), Osova și Rudnea.

## Demografie
Componența lingvistică a comunei Malîi Mîdsk
     Ucraineană (99,58%)
     Alte limbi (0,42%)
Conform recensământului din 2001, majoritatea populației comunei Malîi Mîdsk era vorbitoare de ucraineană (99,58%), existând în minoritate și vorbitori de alte limbi.